# Presque Isle (Michigan)
Presque Isle est une township située dans l’État américain du Michigan, dans le comté de Presque Isle. Selon le recensement de 2000, a population est de 1 691 habitants.